# 국신당
국신당(國神堂)은 대한민국 경상북도 안동시 풍산읍 수곡리(풍산읍 수곡리 781-1)에 있다. 2009년 1월 21일 안동시의 문화유산 제4호로 지정되었다.

## 지정 사유
안동시 풍산읍 수곡리 781-1번지에 위치한 국신당(國神堂)은 수곡리 마을에서 관리하고 있다.
안동에서 낙동강을 따라 풍산방면으로 가다보면 수곡리 마을인근 도로변에 위치하고 있으며 뒤쪽으로는 멀지 않은 곳에 나지막한 산이 있고 앞으로는 낙동강이 흐르고 있고 국신당 주위에 담장을 두르지 않았으며 전방의 좌측에는 ‘국신당’이라 새긴 돌로 된 표석이 있다.
고려 공민왕이 홍건적의 난을 피해 이곳으로 피난 왔을 때 휴식을 취했는데, 이를 기념하기 위해 국신당을 짓고 공민왕 영정을 모셨으며 당제를 올렸으며 지금도 매년 정월 대보름날 제사를 지내며 1946년에 중수했다.
20세기 중반 건물로 지역의 역사적 사실을 기념하여 내부에 목각 신상을 모시고 매년 제사를 지는 신당으로 토착적 민속자료와 신당 건축의 일면을 보여주고 있다.